# HBO Brasil
A HBO Brasil é uma rede de canais de televisão por assinatura brasileira pertencente à Warner Bros. Discovery Latin America, subsidiária da Warner Bros. Discovery, sendo a versão local da rede de canais homônima disponível nos Estados Unidos.
Especializada na transmissão de filmes, séries e outros conteúdos especiais, foi lançada em 1º de julho de 1994. Atualmente oito canais compõe a rede, passando por diversas propostas segmentadas de programação.
Assim como sua matriz nos Estados Unidos, a HBO Brasil possui perfil premium, caracterizado pela ausência de intervalos comerciais e por um catálogo focado em filmes, séries de produção própria e especiais de entretenimento, como concertos e eventos ao vivo.  A rede é oferecida em um pacote adicional de canais, disponível em diversas operadoras de TV por assinatura.

## História
Os primeiros indícios de uma expansão da HBO para a América Latina apareceram em 1989, com o lançamento do Selecciones, um sinal alternativo de áudio em espanhol disponível durante parte da programação da HBO nos Estados Unidos. Até o final de 1991, a HBO já estava com um canal em operação na América Latina, mas não em português. As operações iniciais do grupo na região aconteceram através da parceria da Time Warner com a venezuelana Omnivisión Latinoamérica Entertainment (OLE), que formou a HBO Olé Partners naquele ano. Posteriormente, a empresa foi rebatizada como HBO Latin America Group. Posteriormente, a Sony Pictures também entrou na empreitada, garantindo ao canal a exclusividade dos títulos lançados pela Columbia e pela Tristar.
Logo depois que a iniciativa latino-americana havia sido lançada, a HBO Olé estava em busca de um parceiro para sua chegada ao Brasil. Da mesma forma, os dois grandes grupos brasileiros que estavam investindo em televisão por assinatura, as Organizações Globo (Globosat e NET) e o Grupo Abril (TVA), também procuravam parcerias com grandes estúdios para a programação de seus canais de filmes. A HBO foi considerada pela Globo, mas o negócio não foi levado adiante porque a parceria garantiria, à época, apenas a Warner Bros. A escolha definitiva foi o Grupo Abril, que estava no início das operações da operadora TVA, para entrar como sócio minoritário. A HBO Brasil acabou entrando no ar no dia 1º de julho de 1994, sendo programada pelo crítico de cinema Rubens Ewald Filho. Neste mesmo ano, a HBO também se instalou como distribuidora de outros canais em território brasileiro. Sua primeira investida foi a inclusão de um canal no pacote básico, o Sony Entertainment Television. Posteriormente, com a passagem dos anos, mais canais e parcerias foram feitas pela HBO Olé Partners nesse sentido. Na TVA, a HBO Brasil entrou no lugar do canal de filmes Showtime (não relacionado ao canal homônimo norte-americano). A Abril, no entanto, garantiu também que seu sinal fosse distribuído em exclusividade pela TVA. Na mesma época, seu principal concorrente, o Telecine, da Globosat, também se consolidava no país com a parceria dos estúdios Walt Disney Pictures, 20th Century Fox, Paramount, MGM e Universal.
Continuando sua trajetória de pioneirismos tecnológicos, a HBO Brasil, ainda em dezembro do seu primeiro ano, realizou transmissões experimentais em 3D, distribuindo óculos anaglíficos para os seus assinantes e oferecendo pares adicionais a um real cada. A programação em três dimensões ficou reservada a programetes entre os filmes. O canal foi também o primeiro a adotar o multiplexing no Brasil, oferecendo a HBO2, com a programação do canal original seis horas atrasada, em março de 1995. Até a metade de 1996, a HBO Brasil contava com 686 486 assinantes, número que aumentou com a chegada daquele que seria um dos seus principais parceiros, a DirecTV, que, no final de 1999, entrou num contrato de exclusividade de US$ 250 milhões com a HBO no satélite, válido por 5 anos. Em 1997, a Walt Disney Pictures entrou como sócia do grupo de canais, integrando se acervo à programação. No mesmo ano, o Cinemax, que já existia na América Latina desde fevereiro de 1994, foi lançado no país, totalizando, à época, uma oferta de três canais premium.
Em julho de 2000, veio uma grande mudança no comando da HBO Brasil, o Grupo Abril vendeu sua participação de 25% ao HBO Latin America Group por cerca de US$ 43 milhões. Em outubro, agora comandado diretamente do exterior, o Cinemax Prime estreou para complementar o pacote da HBO, desta vez antes que o restante da América Latina, que recebia o sinal da HBO Plus. Além dos novos canais, a saída da Abril fez com que a programação fosse dirigida à sede do HBO Latin America Group, em Coral Gables, na Flórida, restando apenas um escritório comercial e de marketing em São Paulo.
Em 2003, a HBO iniciou a produção de sua primeira série nacional, Mandrake, baseada na personagem escrita por Rubem Fonseca e co-produzida com a Conspiração Filmes. Mandrake estreou em 30 de outubro de 2005 para toda a América Latina, abrindo caminho para futuras produções originais HBO no Brasil, como Filhos do Carnaval e Alice.
A consolidação do pacote de canais da HBO Brasil ocorreu em 18 de dezembro de 2003, com o lançamento dos canais HBO Plus e HBO Family no país, inicialmente disponíveis apenas para assinantes da DirecTV. Com a adição desses canais, a grade da HBO Brasil passou a contar com cinco canais principais: HBO, HBO Family, HBO Plus, Cinemax e Cinemax Prime. Cada um desses canais possuía ainda uma versão alternativa com exibição em horário diferenciado, como a HBO 2, totalizando dez canais ao todo.
Em 16 de março de 2005, a HBO Brasil, junto do pacote HBO Max, finalmente chegou às demais operadoras de cabo, com a inclusão dos seus canais na NET, a maior operadora do país na TV por assinatura. No satélite, a Sky Brasil, que foi adquirida pela DirecTV, acabou ganhando os canais com a fusão das duas operadoras, em 2006. Assim, seus dois contratos de exclusividade estavam rompidos e a HBO Brasil estava livre para negociação com outras operadoras. Porém, tanto na NET quanto na Sky, sua disponibilidade estava condicionada à assinatura obrigatória dos canais Telecine, e a situação permaneceu assim até dezembro de 2009. A versão simulcast em alta definição da HBO foi lançada no Brasil em 1º de outubro de 2008, inicialmente para assinantes da operadora TVA.
No ano de 2010, a Sony Pictures e a The Walt Disney Company deixaram de integrar o consórcio HBO Latin America Group como acionistas.
Também em 2010, a HBO promoveu uma reestruturação em sua marca de canais: o canal Cinemax foi renomeado para Max HD, enquanto o Cinemax *e passou a se chamar Max. O canal Cinemax Prime, que havia sido rebatizado como Max Prime em 2003, manteve sua denominação. Posteriormente, em 2015, o Max HD foi renomeado como Max Up.
Em agosto de 2011, a Walt Disney Studios anunciou o encerramento de seu contrato de licenciamento com a HBO no Brasil, mantendo, no entanto, a parceria vigente nas demais operações da América Latina. Com a mudança, a partir de outubro de 2011, os lançamentos de filmes da Disney passaram a ser exibidos pela Rede Telecine.
A decisão gerou controvérsias, especialmente após declarações contraditórias das partes envolvidas. A Rede Telecine afirmou deter aproximadamente 70% das estreias cinematográficas no país, incluindo produções da Disney, enquanto a HBO contestou a informação, alegando transmitir mais de 50% dos títulos de maior bilheteria em sua programação. A HBO declarou que o rompimento do contrato ocorreu por iniciativa própria, com o objetivo de "abrir espaço às novas produções brasileiras". Essa versão, contudo, foi contradita por Fernando Barbosa, vice-presidente da Disney para a América Latina, que atribuiu a mudança a fatores financeiros, destacando a maior audiência do Telecine e sua capacidade de remunerar melhor por assinante. A situação foi ainda mais tensionada por uma declaração de Alberto Pecegueiro, então diretor-geral da Globosat, que afirmou manter boas relações com todos os programadores, "com exceção da HBO", à qual se referiu como "bandidos".
Em janeiro de 2020, às vésperas do lançamento do serviço de streaming HBO Max na América Latina, o HBO Latin America Group anunciou a descontinuação da marca "Max" nos nomes de seus canais lineares, como forma de evitar confusões com a nova plataforma. Com isso, os canais Max, Max Up e Max Prime foram renomeados para HBO Mundi, HBO Pop e HBO Xtreme, respectivamente. Como parte do processo de reestruturação para a chegada do HBO Max na região, a WarnerMedia também adquiriu, em maio de 2020, a participação acionária da Ole Communications nas operações da HBO na América Latina.

## Canais
| Canal         | Descrição | Lançamento              | Nomes anteriores                                          |
| ------------- | --- | ----------------------- | --------------------------------------------------------- |
| HBO           | É o canal principal, com lançamentos recentes de longas-metragens, conteúdos originais da HBO (séries, filmes, especiais musicais e séries produzidas no Brasil) e séries adquiridas. | 1º de julho de 1994     |                                                           |
| HBO2          | Exibe os principais filmes apresentados pela HBO e séries exclusivas, sem intervalos comerciais. A partir de julho de 2009, a HBO2 ganhou sua independência, passando a ter programação própria ao deixar de retransmitir o sinal do canal principal HBO. Desde 1º de junho de 2010, a HBO2 transmite uma programação inteiramente dublada em português | março de 1995           |                                                           |
| HBO Family    | Voltado para toda a família e totalmente dublado em português, o canal HBO Family apresenta uma programação diferenciada, com conteúdo leve e totalmente seguro para a diversão da família. Entre as atrações em destaque, estão grandes sucessos do cinema, séries exclusivas e desenhos animados. | 18 de dezembro de 2003  |                                                           |
| HBO Mundi     | HBO Mundi é voltado para exibição de filmes do cinema independente, cinema internacional, filmes cult, séries de toda parte do mundo, documentários, bem como histórias que comovem e fazem pensar, premiadas nos Festivais de Cinema e reconhecidas tanto pela crítica cinematográfica como pelo público. Até 2010, antes de ser ocupado pelo Max, o sinal do canal era ocupado pelo Cinemax *e, que retransmitia a programação do Cinemax principal com atraso de algumas horas. | 2010                    | Max (2010-2020)                                           |
| HBO+          | Destinado a jovens adultos, apresenta longas-metragens, séries originais da HBO (algumas delas exclusivas deste canal) e especiais de comédia, assim como alguns eventos de boxe. | 18 de dezembro de 2003  | HBO Plus (2003-2019)                                      |
| HBO Pop       | O HBO Pop se volta principalmente para exibição de filmes dos gêneros comédia e fantasia. Ocupa o sinal que pertenceu ao Cinemax até 2010, quando este se tornou Max HD e, em seguida, relançado como canal disponível em pacotes básicos das operadoras de TV por assinatura. | 1º de outubro de 1997   | Cinemax (1997-2010) Max HD (2010-2015) Max UP (2015-2020) |
| HBO Signature | Voltado para o conteúdo original da HBO, como séries, minisséries, filmes, documentários e especiais. Ocupou o sinal até então utilizado pelo HBO Family *e, que exibia a programação do HBO Family com atraso. | 1º de fevereiro de 2012 |                                                           |
| HBO Xtreme    | Canal dedicado a exibição de filmes de ação, aventura, suspense e terror. | 1º de janeiro de 2000   | Cinemax Prime (2000-2003) MaxPrime (2003-2020)            |